# Третьяков, Павел Михайлович
Па́вел Миха́йлович Третьяко́в (15 [27] декабря 1832, Москва — 4 [16] декабря 1898, там же) — русский предприниматель и общественный деятель, меценат, коллекционер произведений русского изобразительного искусства, в паре с младшим братом Сергеем — основатель Третьяковской галереи. Почётный гражданин Москвы (1896). Почётный вольный общник (с 1868) и действительный член (с 1893; по новому уставу) Императорской Академии художеств.

## Биография
Родился в Москве, в купеческой семье, в родовом гнезде Третьяковых в 1-м Голутвинском переулке. Днём появления на свет Павла Третьякова принято считать 15 (27) декабря 1832; однако метрическая книга церкви Николая Чудотворца в Голутвине, содержит другую дату — 14 (26) декабря.
Получил домашнее образование, начал карьеру в торговле, работая с отцом. Развивая семейное дело, вместе с братом Сергеем построил бумагопрядильные фабрики, на которых было занято несколько тысяч человек. В 1866 году вместе с братом и партнёром Владимиром Коншиным организовал «Товарищество новой костромской льняной мануфактуры». Состояние Павла Третьякова на момент смерти оценивалось в 3,8 млн рублей.
Третьяков долго не женился. Лишь в августе 1865 года состоялась его свадьба с Верой Николаевной Мамонтовой, двоюродной сестрой мецената Саввы Мамонтова. В 1866 году родилась старшая дочь Вера (в браке Зилоти; 1866—1940), затем Александра (в браке Боткина; 1867—1959), Любовь (в первом браке Гриценко, во втором — Бакст; 1870—1928), Михаил (1871—1912), Мария (в браке Боткина; 1875—1952), Иван (1878—1887). В 1887 году от скарлатины, осложнённой менингитом, умер Иван, всеобщий любимец. Павел Михайлович сильно горевал по этому поводу. Старший сын, Михаил, родился больным и слабоумным.
В 1850-х годах начал собирать коллекцию русского искусства, которую практически с самого начала намеревался передать городу. Считается, что первые картины приобрёл в 1856 году: «Искушение» Николая Шильдера и «Стычка с финляндскими контрабандистами» (1853) Василия Худякова. Затем коллекция пополнилась картинами Ивана Трутнева, Алексея Саврасова, Константина Трутовского, Фёдора Бруни, Льва Лагорио и других мастеров. Уже в 1860 году Третьяков составил завещание, в котором говорилось:

Для меня, истинно и пламенно любящего живопись, не может быть лучшего желания, как положить начало общественного, всем доступного хранилища изящных искусств, приносящего многим пользу, всем удовольствие.

В 1860-е годы Третьяков приобрёл картины «Привал арестантов» Валерия Якоби, «Последняя весна» Михаила Клодта, «Бабушкины сказки» Василия Максимова и другие. Третьяков высоко ценил творчество Василия Перова, которому писал в октябре 1860 года: «Берегите себя для службы искусству и для Ваших друзей». В 1860-е годы были приобретены такие работы Перова, как «Сельский крестный ход на Пасхе», «Тройка» и «Дилетант»; в дальнейшем Третьяков продолжал приобретать картины Перова, заказывал ему портреты, активно участвовал в организации посмертной выставки произведений художника.
В 1864 году в собрании Третьякова появилась первая картина, написанная на сюжет русской истории, — «Княжна Тараканова» Константина Флавицкого. В конце 1860-х годов Третьяков заказал Фёдору Бронникову произведение, ставшее впоследствии любимой картиной Веры Николаевны Третьяковой, — «Гимн пифагорейцев восходящему солнцу».
В 1874 году Третьяков построил для собранной коллекции здание — галерею, которая в 1881 году была открыта для всеобщего посещения. 31 августа 1892 года написал заявление в Московскую городскую думу о своём решении передать всю коллекцию и собрание покойного брата Сергея вместе со зданием галереи городу. Год спустя это заведение получило название «Городская художественная галерея Павла и Сергея Михайловичей Третьяковых». Павел Третьяков был назначен пожизненным попечителем галереи и получил звание Почётного гражданина Москвы.
В 1892 году Третьяков приобрёл всего за 500 рублей, по совету художественного критика Владимира Стасова, картину Репина «Перед исповедью», которая была запрещена к экспонированию в России и находилась в частной коллекции поэта Николая Минского. В 1897 году это вызвало ссору между Стасовым и Третьяковым, так как критик упрекнул мецената на примере этой картины, что он по дешёвке скупает шедевры русской живописи и тратит тысячи и десятки тысяч рублей на приобретение полотен значительно более низких художественных достоинств.
Летом 1894 года при посредничестве Льва Толстого наследники Николая Ге и Павел Третьяков достигли устного предварительного соглашения о том, что Третьяков устраивает при своей картинной галерее музей Ге, в который будут переданы произведения художника. Павел Третьяков пообещал дать окончательный ответ через год. В указанный срок он приехал к Толстому, согласился взять картины  (в том числе и две картины, находившиеся в Ясной Поляне: «Повинен смерти» и последнее полотно художника «Распятие» 1894 года, публичное экспонирование которого было запрещено на территории Российской империи императором Александром III) и обязался, когда появятся для этого условия, разместить их в галерее вместе с другими полотнами, отдельное же помещение для них обещал предоставить через пять лет. Екатерина Ге впоследствии оговорила условие, по которому семья художника могла изъять картины из галереи для экспонирования за рубежом. Третьяков, в свою очередь, допустил такую возможность, только если картины к тому времени не будут находиться в постоянной экспозиции галереи. Он также советовал не тревожить полотна Ге, так как они написаны плохими красками на плохих холстах и перевозка подействует на них разрушительно.
Пайщик Московского купеческого банка. К концу жизни получил звание коммерции советника, был членом Московского отделения Совета торговли и мануфактур, а также действительным членом Петербургской Академии художеств (с 1893).
Скончался 4 (16) декабря 1898 года. Последние слова родственникам: «Берегите галерею и будьте здоровы». Был похоронен на Даниловском кладбище, рядом с родителями и умершим в 1892 году братом; в 1948 году останки Третьяковых — Павла Михайловича, Сергея Михайловича и Веры Николаевны — были перезахоронены на Новодевичьем кладбище (уч. 1).

## Адреса в Москве
- Дом Третьяковых в 1-м Голутвинском переулке.
- Дом Третьяковых в Лаврушинском переулке.
- Прихожанин храма Николая Чудотворца в Толмачах.

Вместе с братом владел несколькими доходными домами в Москве:
- Доходный дом Третьяковых (улица Кузнецкий Мост, 13/9 — улица Рождественка, 9/13).
- Доходный дом Третьяковых (улица Кузнецкий Мост, 9/10 — Неглинная улица, 10/9).

## Память
- Памятник Павлу Третьякову в Москве, установлен перед зданием Третьяковской галереи.
- Третьяковский проезд в Москве сооружён на деньги братьев Павла и Сергея Третьяковых и назван в их честь.
- Улица Третьякова в Липецке.
- Ледник Третьякова в проливе Маточкин Шар архипелага Новая Земля.
- В честь братьев Третьяковых назван астероид (3925) Третьяков, открытый в 1977 году советским астрономом Людмилой Журавлёвой.
- В СССР и России были выпущены почтовые марки и цельные вещи, посвящённые Третьякову:

- 100 лет Государственной Третьяковской галерее. Почтовая марка, СССР, 40 коп., 1956 год,  (ЦФА [АО «Марка»] № 1907)
- 125 лет Государственной Третьяковской галерее. Почтовая карточка с оригинальной маркой, СССР, 1981 год
- 150 лет Государственной Третьяковской галерее. Почтовый блок, Россия, 15 руб., 2006 год,  (ЦФА [АО «Марка»] № 1105)
- Меценаты России. П. М. Третьяков. Конверт с оригинальной маркой, спецгашение, Россия, 2010 год
- Памятник П. М. Третьякову перед зданием Третьяковской галереи